# Étusson
Étusson korábbi község Franciaország Új-Aquitania régiójában, Deux-Sèvres megyében. 2016. január 1-jén Saint-Maurice-la-Fougereuse korábbi községgel egyesült és az így létrejött Saint Maurice Étusson új község része lett.
Lakosainak száma 334 fő (2018. január 1.). Étusson Les Cerqueux, Somloire, Argentonnay, Nueil-les-Aubiers, Voulmentin, Saint Maurice Étusson, Argenton-les-Vallées és Saint-Maurice-la-Fougereuse községekkel határos.

## Népesség
A település népességének változása:
| Lakosok száma | 461  | 478  | 425  | 367  | 362  | 310  | 350  | 333  | 334  | 334  |
|               | 1962 | 1968 | 1975 | 1982 | 1990 | 2008 | 2013 | 2015 | 2017 | 2018 |